# Trezzone
Trezzone es una comune italiana de la provincia de Como, en Lombardía. Tiene una población estimada, a fines de julio de 2021, de 235 habitantes.

## Evolución demográfica
| Gráfica de evolución demográfica de Trezzone entre 1861 y 2021 |
|                                                                |
| Fuente ISTAT - elaboración gráfica de Wikipedia                |